# Andreas Schumacher
Andreas Schumacher (født 26. august 1726 i København, død 2. januar 1790 i Segeberg) var en dansk diplomat, kabinetssekretær og amtmand. Han var far til Andreas Anthon Frederik Schumacher.

## Uddannelse og første skrifter
Han var søn af Poul Gerhard Schumacher (1692-1729), der var bogholder ved et assuranceselskab i København, og Abel Sophie Kopper. Faderen, der selv havde litterære interesser, har åbenbart skaffet sønnen en god opdragelse og uddannelse, og sans for litteratur trådte da også frem hos Schumacher i hans unge dage. Som student gjorde Schumacher opmærksom på sig med et tysk hyldestdigt til dronning Juliane Maries indtog i København 1752 og samme år til hendes bryllup med Frederik V. Rigtignok var han alt andet end heldig, da han 1757 udgav nogle aktstykker om den utrolig urenlige tilstand, der ved en politiundersøgelse 1711 skulle være fundet i Snøde Præstegård på Langeland, thi efter kongelig befaling blev hans lille skrift formedelst "dets Usandfærdighed og Familiens Fornærmelse" kasseret. Derimod indlagde han sig fortjeneste ved at udgive en samling Gelehrter Männer Briefe an die Könige in Dannemark von 1552-1663 (3 bind, 1758-59).

## Diplomatisk karriere
Imidlertid var han (1757) blevet sekretær i Tyske Kancelli og havde her vundet J.H.E. Bernstorffs tillid og velvilje, således at denne sendte ham som legationssekretær til Sankt Petersborg. Det var Adolph Sigfried von der Osten, der dengang var statsafsending i Rusland, og som han altså kom til at samvirke med. Men dette samarbejde måtte i længden blive vanskeligt, thi da Bernstorff, sikkert uden tilstrækkelig grund, fattede mistillid til Osten netop på et tidspunkt, da der førtes en vigtig underhandling med Rusland, og han havde ulige mere tillid til Schumacher, førte han en brevveksling med denne bag Ostens ryg (1763-64), og det var denne brevveksling, der fik mest at sige med hensyn til afslutningen af forbundet af 11. marts 1765 med Rusland. Men forholdet imellem Schumacher og Osten, der kom under vejr med denne brevveksling, blev naturligvis ødelagt derved og var yderst ubehageligt for Schumacher.

## Kabinetssekretær og deputeret
Med denne sendelse var Schumachers virksomhed som diplomat forbi. Han blev efter at have virket ved denne underhandling, og det med dygtighed, kaldt tilbage efter eget ønske i foråret 1765; etatsrådstitlen, der netop nu blev ham til del, skulle sikkert være et vidnesbyrd om regeringens anerkendelse. Efter sin tilbagekomst til København stod han i begyndelsen til rådighed, men blev dog brugt som regeringens agent under de første forhandlinger med Caspar von Saldern, da denne i efteråret 1766 kom til København. Ikke længe efter blev han, da Reverdil måtte forlade landet, dennes efterfølger som kabinetssekretær hos kongen (21. november 1767), og han beklædte denne ret vanskelige og tit pinlige stilling indtil begyndelsen af 1771. I denne tid var han bl.a. med kongen på hans udenlandsrejse, ved hvilken lejlighed han blev æresdoktor ved Cambridge University. Konferensråd blev han 1768. Få dage efter at han var blevet ansat som kabinetssekretær, blev han gjort til medlem af den dengang nylig oprettede Landvæsenskommission, og der fra gik han 1768 over i General-Landvæsenskollegiet. Han hørte til dem, der ønskede hoveriet indskrænket og bestemt og tienden afløst; videregående reformer gøs han endnu tilbage for; men når man ser, at han blev sat ind i den temmelig radikale Landvæsenskommission af 1770, må han antages efterhånden mere at være blevet fremskridtsmand på dette område. Da Struensee i foråret 1771 lod Kancelliet omorganisere, blev Schumacher deputeret i dette kollegium, og fra 1. maj at regne fik han ledelsen af 2. Departement i dette kollegium, dvs. de sager, der vedrørte Jylland, Lolland-Falster og Langeland.

## Efter Struenseetiden
Skønt Schumacher, hvad hans personlige forhold ligefrem nødte ham til, lod sig bruge i vigtige embeder i Struenseetiden, havde han bevaret sin forbindelse med sin gamle chef, den ældre Bernstorff,
der fra sin side fastholdt velvilje imod ham og i sine breve kalder ham "vor kjære Schumacher". Da Struensee blev styrtet, havde de nye magthavere den tillid til Schumacher, at de atter ansatte ham som kabinetssekretær hos kongen; men hans virksomhed som sådan og som kancellideputeret var dog nu kun af stakket varighed. Han blev allerede fjernet 18. januar 1773 i, hvad man kan kalde en hæderlig forvisning, nemlig til at være amtmand i Segeberg Amt. Hvad grunden var hertil, er ikke opklaret. Man kan dog se, at medens den ældre Bernstorff havde været venligsindet imod ham,, var dennes brodersøn A.P. Bernstorff, hvis stjerne fra slutningen af 1772 var i stærk opgang, ham ingenlunde gunstig; han så hans bortfjernelse med glæde, bl.a. fordi han, der var stram aristokrat, var bange for, at Schumacher ved sin stilling skulle give støtte for borgerlige mænds avancement. Schumacher døde 2. januar 1790. Ridder af Dannebrog blev han 1783.

## Ægteskab
Gift 13. oktober 1779 i Bramstedt med Sophia Hedevig Rebecca Weddi (30. juni 1752 i Wardenburg, Oldenburg – 30. oktober 1822 i Altona, gift 1. gang 1773 med hofråd Johann Wilhelm Büsching i Varel, ca. 1722-1776, gift 1. gang med Maria Sabina Sunolandten, 1730-1762, gift 2. gang 1763 med Christina Hedevig Sunolandten, 1741-1771), datter af sognepræst Johann Arnold Weddi (1722-1754) og Dorothea Elisabeth Wildberger (1716-1768).
Schumacher er begravet i Segeberg.
Han er gengivet i et portrætmaleri af Vigilius Erichsen 1763. Stik efter ændret forlæg af samme udført af Johann Stenglin 1763, efter dette litografi af J. Gottheil.